# Istana Bogor

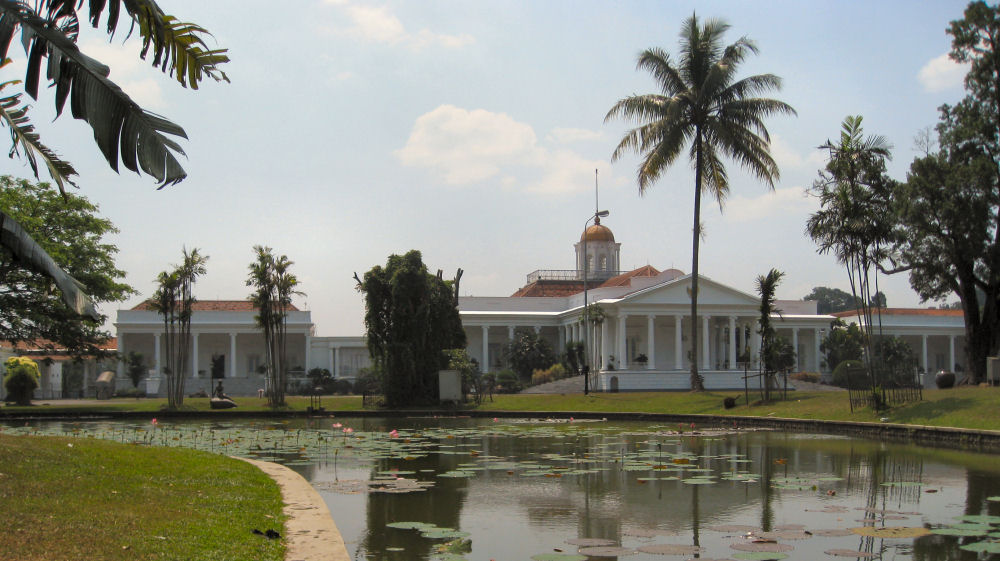
Istana Bogor vom Botanischen Garten aus gesehen

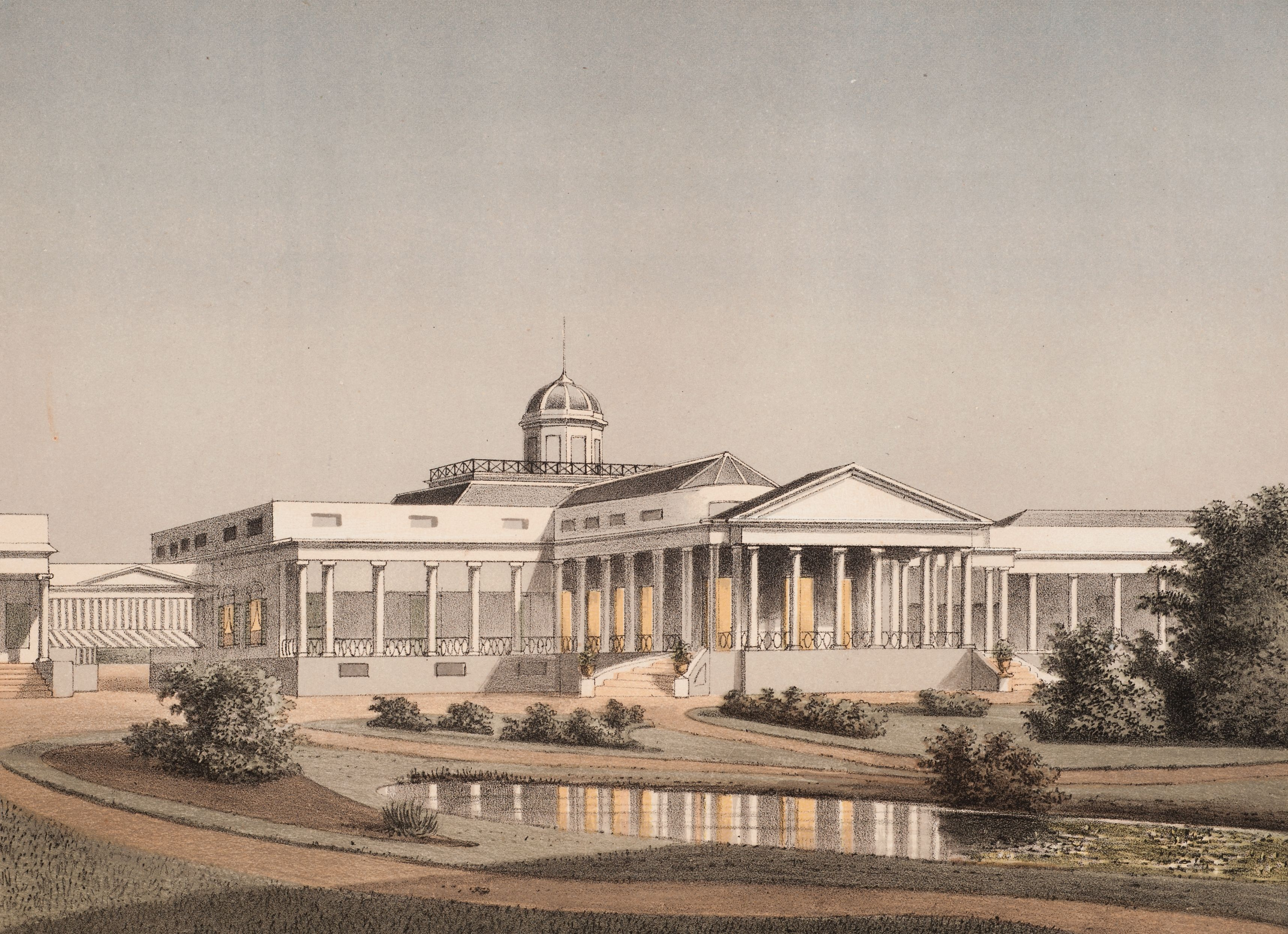
Historische Ansicht von Josias Cornelis Rappard, 1889

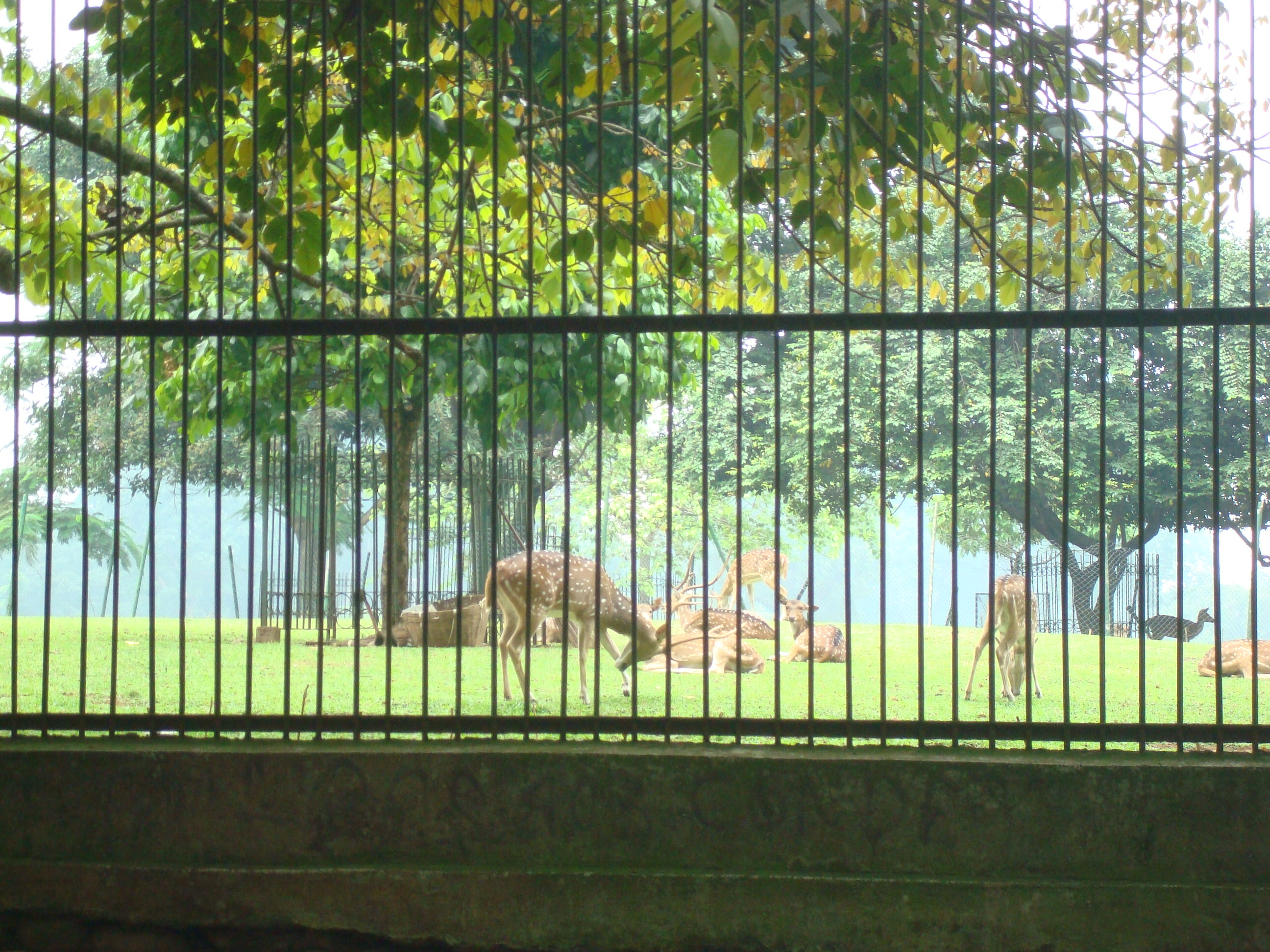
Axishirsche auf dem Palastgelände

Der Istana Bogor ist ein heute vom indonesischen Präsidenten genutzter Sommerpalast in Bogor, Java, Indonesien, der auf die holländische Kolonialzeit und das Jahr 1744 zurück datiert. Der Palast ist einer von sechs Präsidentenpalästen in Indonesien. Die Gärten des Palastes umfassen eine Fläche von 284.000 m² (28,4 Hektar). Der Palast liegt an der nordwestlichen Ecke des Botanischen Gartens der Stadt. Auf den Rasenflächen um den Palast weiden heute Axishirsche, die ursprünglich von den Niederländern zur Bejagung eingeführt wurden. Im Gebäude befindet sich Sukarnos große Kunstsammlung.

## Geschichte
Das ursprüngliche Kolonialgebäude neben dem Palast war ein Herrenhaus mit Namen Buitenzorg (niederländisch: Sans Souci), datierend von August 1744 als Landsitz der niederländischen Gouverneure, einschließlich der Zeit unter britischer Verwaltung. Berühmte Bewohner waren unter anderem Herman Willem Daendels und Sir Stamford Raffles.
Das Gebäude wurde durch ein Erdbeben 1834, ausgelöst durch den Ausbruch des Vulkans Gunung Salak, erheblich zerstört. 1856 war der Palast in der heutigen Form wiederaufgebaut. Vorsorglich wurde nur ein Stockwerk gebaut, statt der ursprünglich drei. Von 1870 bis 1942 war der Palast die offizielle Residenz der niederländischen Gouverneure. Nach der Unabhängigkeit wurde der Palast von Präsident Sukarno genutzt, aber darauf von Nachfolger Suharto vernachlässigt. Istana Bogor wurde mit Genehmigung des damaligen Präsidenten von Indonesien, Suharto, der Öffentlichkeit im Jahr 1968 zugänglich gemacht (für öffentliche Reisegruppen, keine Einzelpersonen).

## Gebäude
Der Palast umfasst mehrere Gebäude. Das größte davon ist der Palast nebst zwei Flügelbauten. Der Hauptpalast enthält private Büros für die Staatsspitze, eine Bibliothek, ein Esszimmer, einen Besprechungsraum für die Minister, einen Theaterraum, und das Garuda-Zimmer (für Staatsempfänge). Die beiden Flügel beherbergen Wohnungen für Staatsgäste.